# Chill Out (Black Uhuru)
Chill Out è un album in studio del gruppo reggae Black Uhuru, pubblicato nel 1982.

## Tracce
1. Chill Out – 5:58
2. Darkness – 4:00
3. Eye Market – 3:16
4. Right Stuff – 4:34
5. Mondays – 3:20
6. Fleety Foot – 4:00
7. Wicked Act – 3:26
8. Moya (Queen of I Jungle) – 3:29
9. Emotional Slaughter – 3:41